# Сант'Елена Санита
Сант'Елена Санита (итал. Sant'Elena Sannita) је насеље у Италији у округу Изернија, региону Молизе.
Према процени из 2011. у насељу је живело 236 становника. Насеље се налази на надморској висини од 769 м.

## Становништво
| 1931. | 1936. | 1951. | 1961. | 1971. | 1981. | 1991. | 2001. | 2011. |
| ----- | ----- | ----- | ----- | ----- | ----- | ----- | ----- | ----- |
| 1.843 | 1.671 | 1.239 | 920   | 530   | 451   | 287   | 277   | 260   |